# Silvia Ederra
Silvia Ederra Urra (Estella, Navarra, 8 de septiembre de 1983) es una exjugadora de balonmano española internacional con la selección española.

## Trayectoria
Silvia empezó a jugar al balonmano a los 8 años, siguiendo los pasos de su hermana, que ya jugaba al balonmano. Desde entonces, ha sido internacional absoluto con España, disputando Champions y competiciones europeas, ganando 13 títulos de clubes (5 ligas, 5 supercopas y 3 copas de la reina) y un bronce a nivel europeo junior. Más de 28 años jugando al balonmano, más de 20 de ellos como profesional. 
En su época en Castro Urdiales superó un accidente de coche y una operación de hernia de disco que la dejó sin fuerza en las piernas.En 2018 sufrió una rotura de fibras en la unión miotendinosa del gemelo medial con el tendón de Aquiles.
Tras recuperarse de su lesión en el Sporting La Rioja, fichó por el Balonmano Bera Bera, con el que tuvo sus mayores éxitos: Liga, Copa de la Reina y Supercopa, además de jugar la Champions. 
Tras dos años de vuelta en La Rioja, en 2020, la pivote estellesa puso fin a una exitosa carrera como deportista. Silvia destacó que la decisión fue "difícil y muy bien pensada", pero dadas las circunstancias deportivas que imponía la pandemia, "era el momento". A pesar de ello, tras el ascenso a División de Honor en la 2022-23, Silvia volvió a jugar con el Sporting a sus 39 años y renovando en 2024 para una temporada más tras conseguir el ascenso en la 2023-24. Tras dejar a su equipo en la máxima división española, se retiró en mayo del 2025.
Ha pasado por los equipos españoles de Itxako, Mar Alicante, Castro Urdiales, Bera Bera y Sporting La Rioja.
Con el Bera Bera y el Itxako ha participado en varias ediciones de la Recopa de Europa, la EHF Cup y la Champions League.

## Trayectoria deportiva
- –2007: Itxako
- 2007–09: Mar Alicante
- 2009–11: Castro Urdiales
- 2011–12: Sporting La Rioja
- 2012–18: Bera Bera
- 2018–20: Sporting La Rioja
- 2020–23: Retirada
- 2023–25: Sporting La Rioja

## Títulos y galardones

### Títulos de clubes
- 5 x Liga española (2012/13, 2013/14, 2014/15, 2015/16, 2017/18)
- 3 x Copa de la Reina (2013, 2014, 2016)
- 5 x Supercopa de España (2013, 2014, 2015, 2016, 2017)

### Con la selección española
- Bronce en el Europeo Junior de Finlandia

### Galardones individuales
- Estrella del Deporte (2016) tras ganar Liga, Copa y Supercopa con el Balonmano Bera Bera. [16]
- Jugadora más deportiva (2003-04)[17]

## Vida
Hizo sus primeros estudios en el colegio Nuestra Señora del Puy de Lizarra, luego obtuvo la licenciatura en Administración y Dirección de Empresas por la Universidad Pública de Navarra y el máster en Marketing y canales de distribución (en línea) por la Universidad Autónoma de Barcelona.